# Свєтлогорськ (Калінінградська область)
Свєтлогорськ (до 1947 — Ра́ушен, нім. Rauschen) — місто-курорт в Калінінградській області Росії. Розташоване на березі Балтійського моря.
Населення — 16,7 тис. мешканців (2023).
Адміністрація міста Свєтлогорська є виконавчим органом місцевого самоврядування.
Повне найменування: адміністрація муніципального утворення міське поселення «Місто Свєтлогорськ». Скорочене найменування: адміністрація МУ міське поселення «Місто Свєтлогорськ».
Свєтлогорськ, сучасне і динамічно розвивинуне курортне містечко Калінінградській області — найзахідніший курорт Росії. Знаходиться за 38 км від Калінінграда, на високому березі платоподібні піщані дюни, а його піщані пляжі — внизу, уздовж морського узбережжя.
Спуск до моря в Свєтлогорську крутий. Перепад висот тут становить 35 — 43 метри.
Добре обладнані спуски виходять на променад і піщані пляжі.
У Свєтлогорську море, буйна зелень, теплі м'які золотисті пляжі повітря створюють всі умови для відпочинку та лікування. Вода Балтійського моря містить багато солей, повітря насичене мікроелементами йоду, брому, кальцію, магнію, заліза.
Виключно цілющі янтароносні «золоті» піски пляжів Балтики. Нагріті сонцем, вони дають сухе тепло, особливо корисне при захворюваннях периферичної нервової системи.
Тут найбільша кількість сонячних днів у році на всьому узбережжі Прибалтики. Санаторії, пансіонати, гостьові будинки, вілли і будівлі потопають у зелені. За статистикою, на душу населення тут припадає 140 кв. метрів зелених насаджень.
М'який клімат, повітря, насичене ароматами соснового лісу, лікувальні грязі і мінеральні джерела роблять Світлогорськ особливо привабливим для відпочивальників. Цілюща вода з п'яти мінеральних джерел і місцеві торф'яні лікувальні грязі давно довели свою ефективність. У санаторіях району їх активно застосовують у лікуванні.

## Катастрофа Ан-24 в Світлогорську
Авіаційна катастрофа в Світлогорську сталася близько 12:30 16 травня 1972 року.
Літак Ан-24Т 263-го окремого транспортного авіаційного полку авіації Балтійського флоту СРСР, здійснюючи політ з метою обльоту радіотехнічної апаратури, зазнав аварії в складних метеоумовах, зачепивши дерево.
Після зіткнення з деревами пошкоджений літак пролетів близько 200 метрів і впав на будівлю дитячого садка в Світлогорську. У катастрофі загинуло 35 осіб: всі 8, що перебували в літаку, 24 дитини і 3 співробітники дитячого саду. Загиблих дітей поховали в братській могилі неподалік залізничної станції Світлогорськ-1.
До ранку 17 травня на місці дитячого садка було закінчено спорудження маленького скверу. У день похорону був обмежений рух автотранспорту від обласного центру до Світлогорська. Крім цього був зупинений рух потягів, які йшли в це місто, нібито, через терміновий ремонт залізничних шляхів. Тим не менш на похорон прийшло близько семи тисяч чоловік.
Комуністи 30 років приховували правду про трагедію.
По факту авіакатастрофи і смерті дітей кримінальної справи не відкривали. Обмежились лиш звільненням з посад близько 40-ка військових чинів. Усю вину фактично було звалено на пілотів, в крові яких, начебто, знайшли алкоголь.

## Галерея

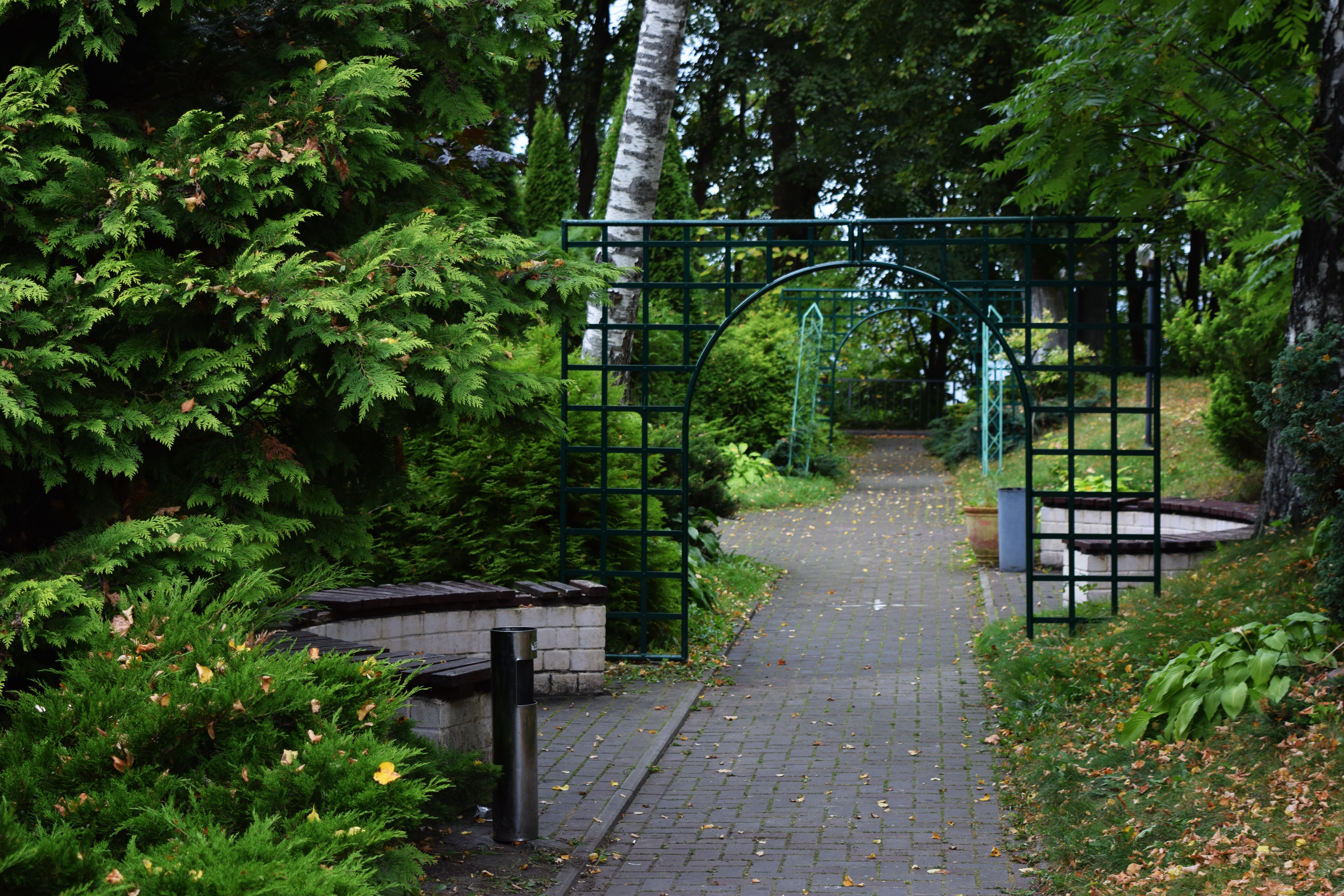
Парк у місті
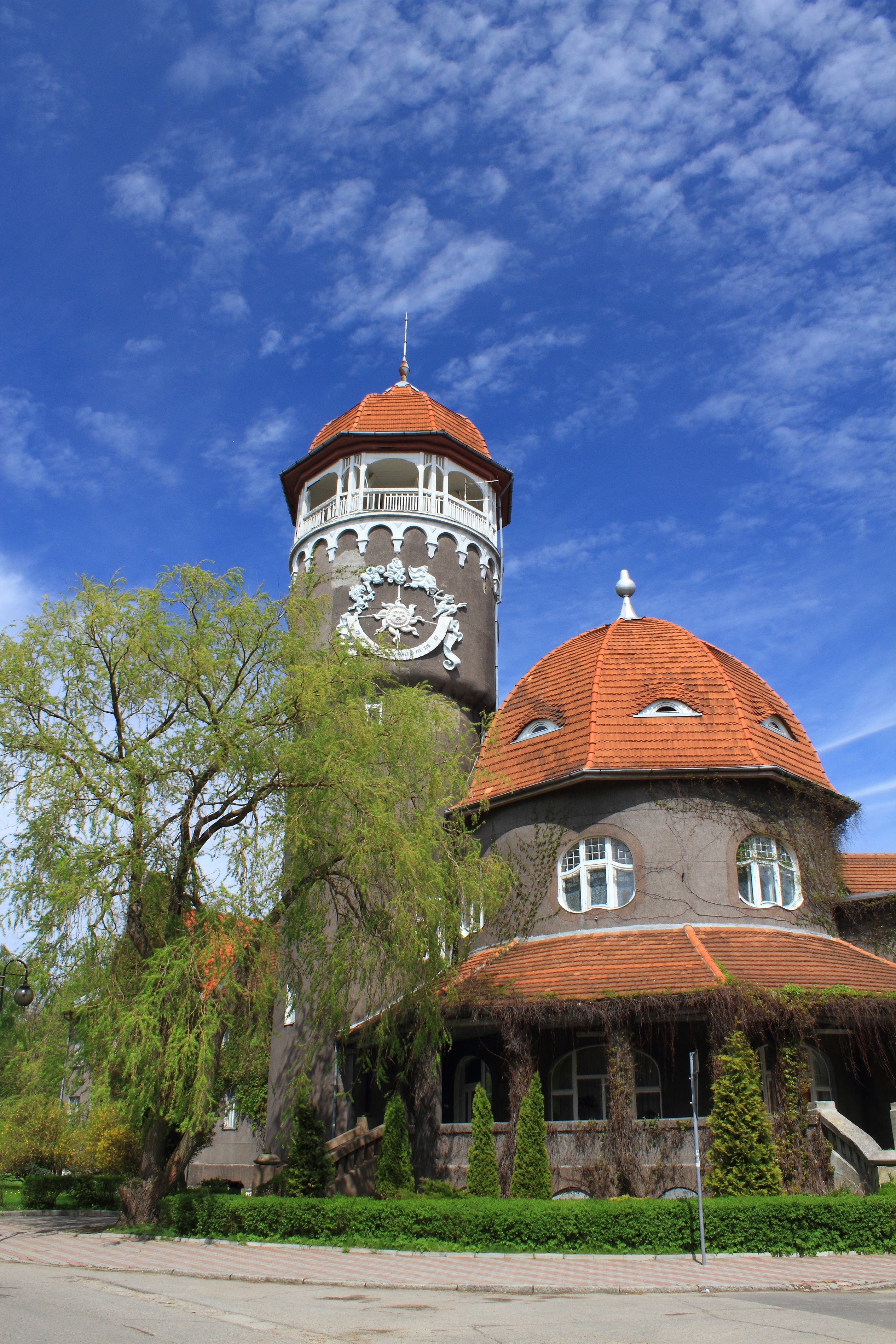
Вид на вежу зблизька
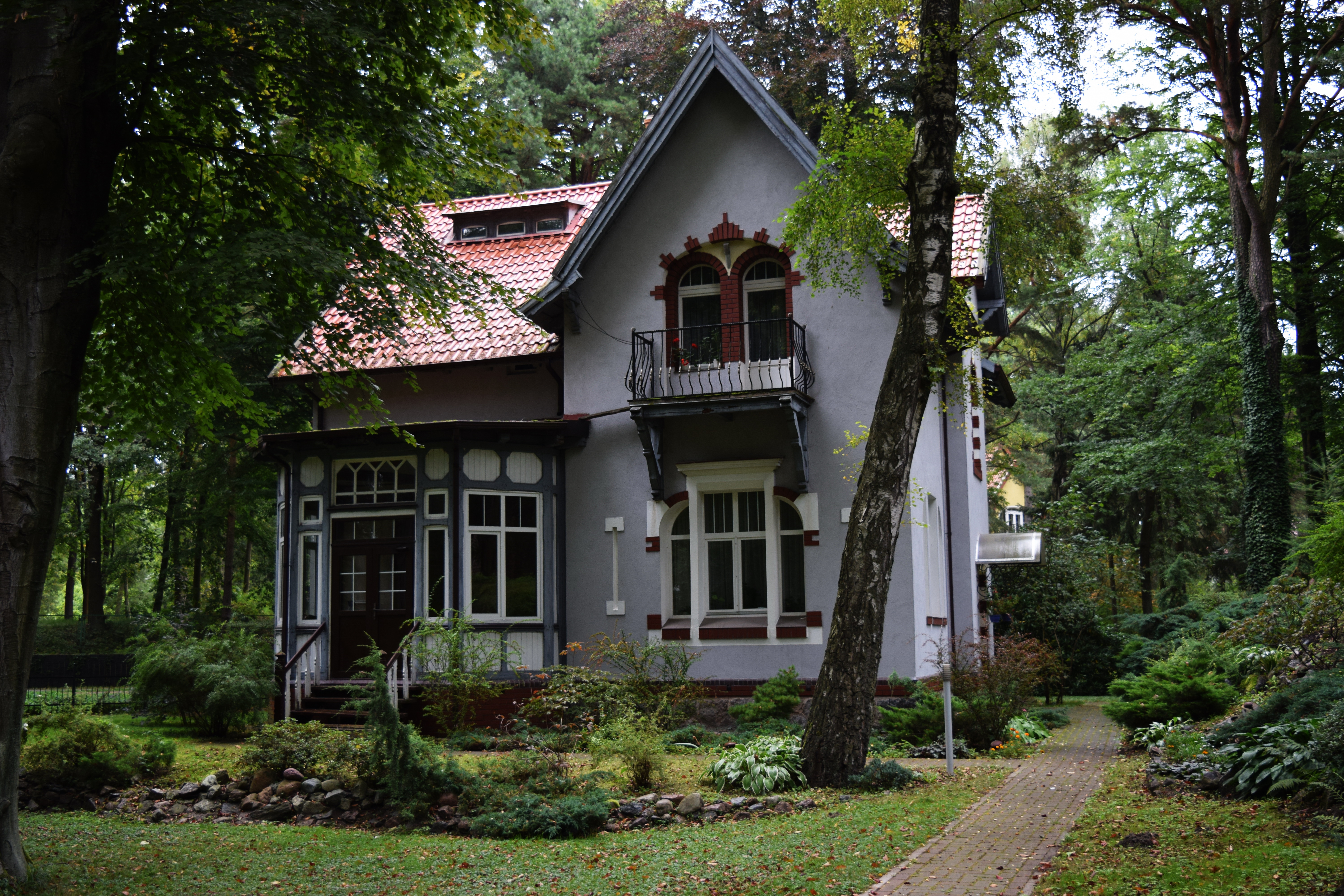
Німецький будинок
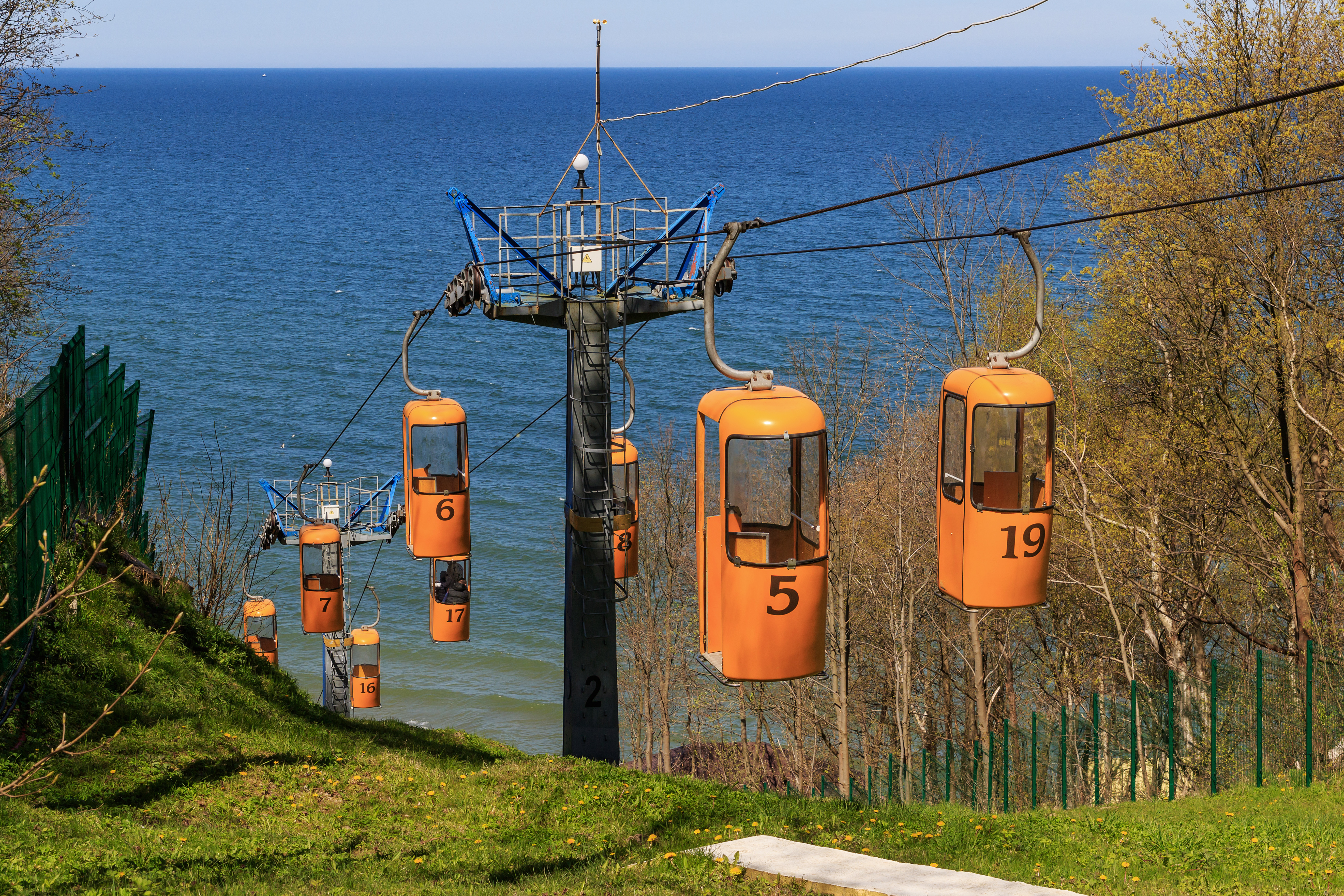
Канатна дорога
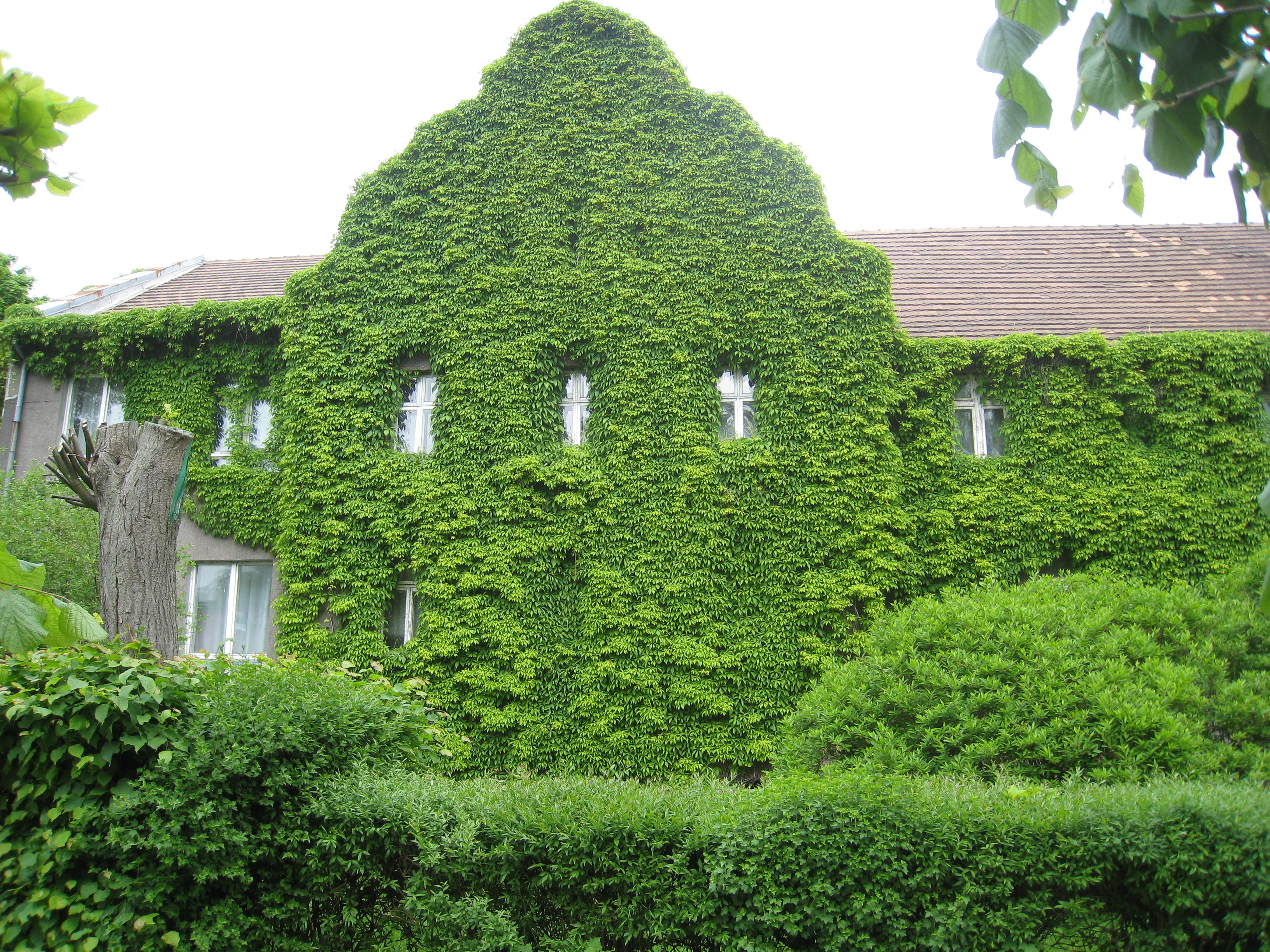
Будівля водолікарні, повита ліаною
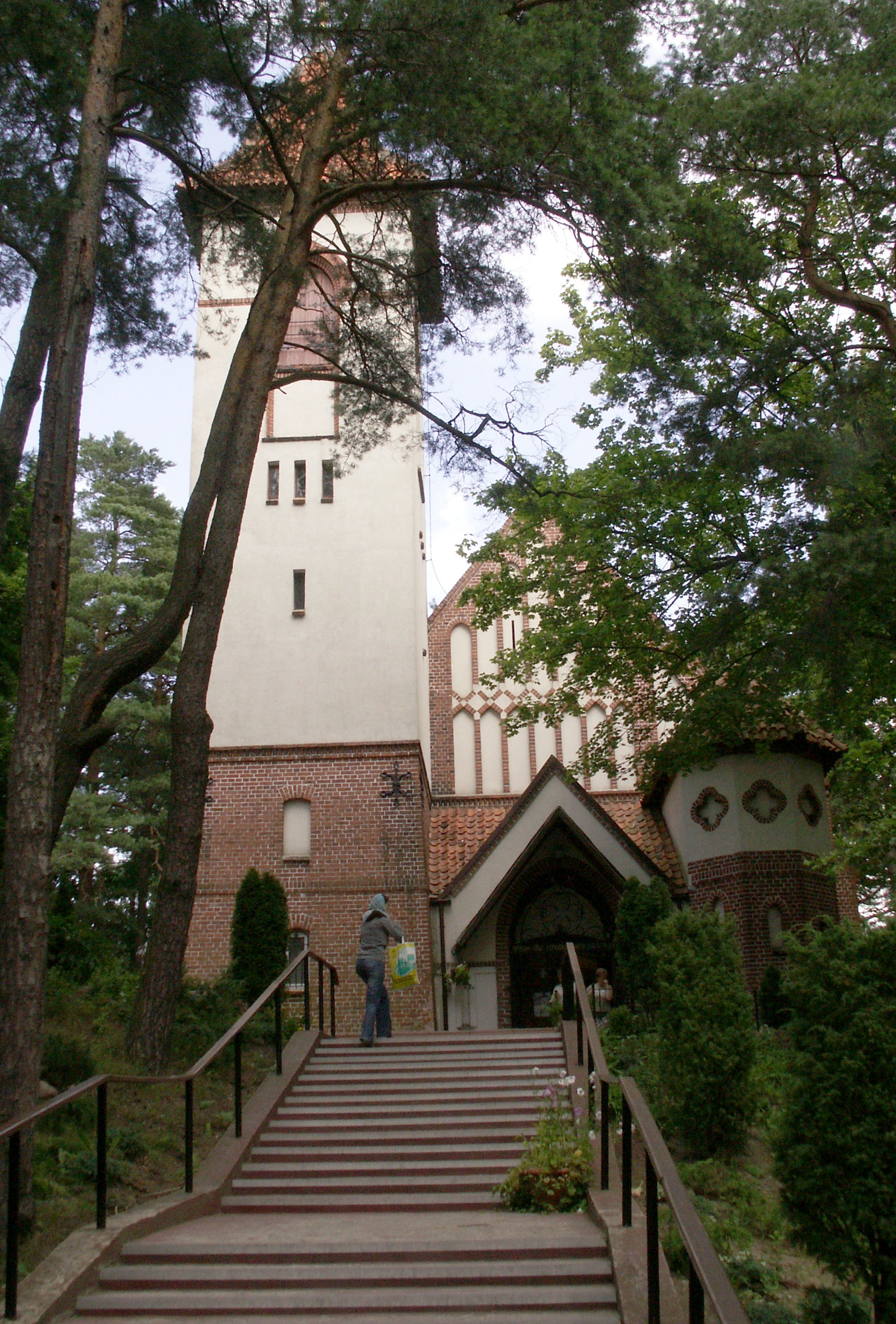
Колишня лютеранська кірха (1903 року)
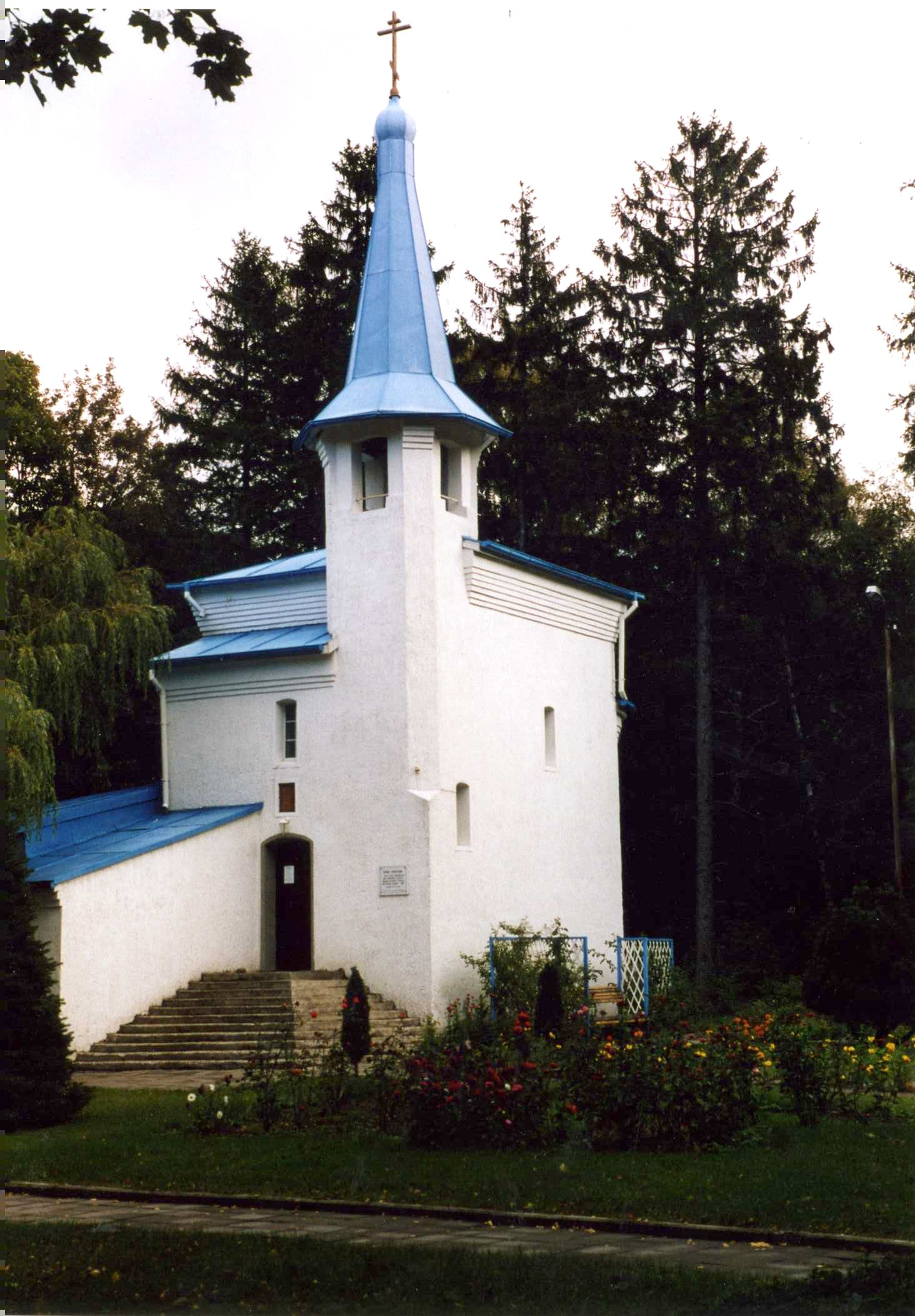
Каплиця-пам'ятник на місці трагедії
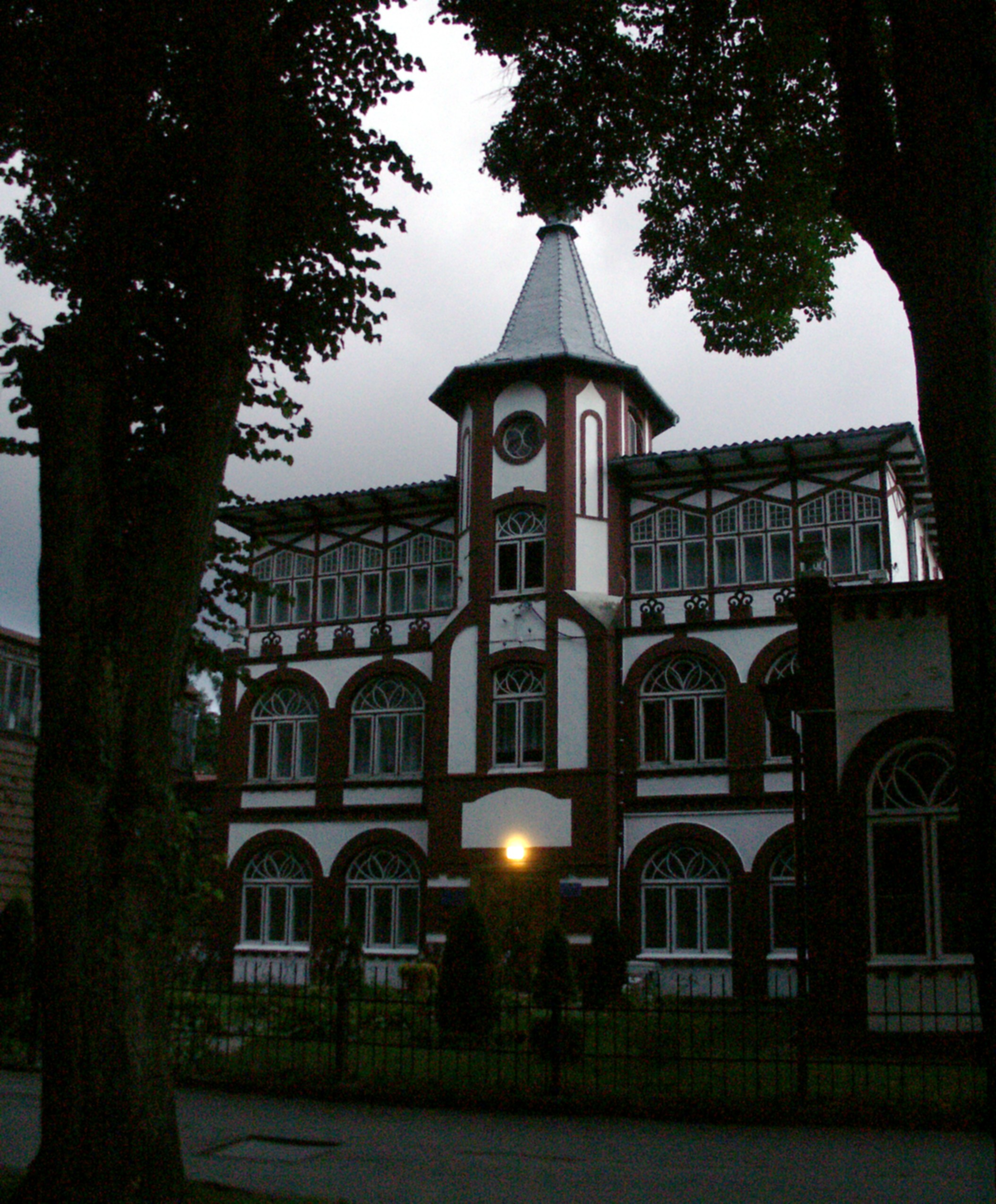
Один з корпусів Свєтлогорського санаторію